# Castelo Murthly

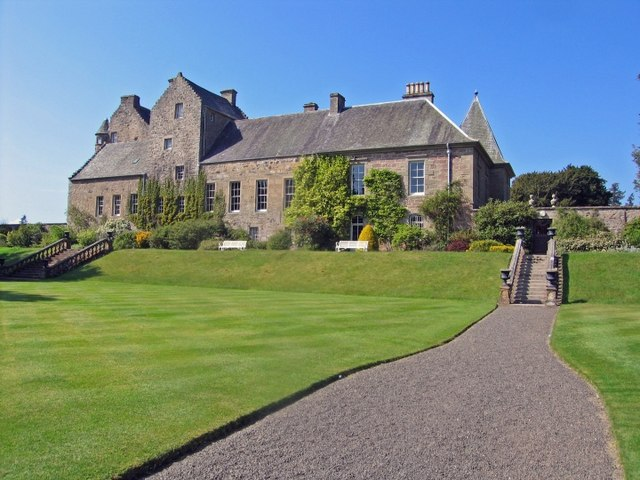
Castelo Murthly, Escócia.

O Castelo Murthly (em inglês:  Murthly Castle) é um castelo do século XVI localizado em Little Dunkeld, Perth and Kinross, Escócia.

## História
Encontra-se classificado na categoria "A" do "listed building" desde 5 de outubro de 1971.